# Balasinești, Briceni
Balasinești este un sat din raionul Briceni, Republica Moldova.

## Etimologie
Denumirea satului derivă din numerarul de grup balasineștii - „oameni trăitori pe moșia (în satul) lui Balasin”. Antroponime similare menționate în documentele vechi: Balosin (1434), Ivașco Balasinovici (1436), Toma Balasinovschi (1604).

## Istorie
Inițial satul apare în actele scrise cu denumirea Balosinești. Pe cuprinsul Moldovei istorice, documentele medievale atestă încă 3 localități denumite „Balosinești” (ortografiat și Balasinești, Bălăsinești, Balasănești, Balăsinești, Balasinouți) câte unul în ținuturile Suceava, Tutova - ambele dispărute și ultimul în ținutul Iași - inclus în satul Săcărești. Astfel, identificarea corectă a satului Balasinești din ținutul Hotinului ar pute fi îngreunată. 
Prima menționară exactă a localității datează din 1574, când Ioan-vodă întărește lui Gheorghe jitnicer satul Balasinești cu mori pe râul Vilia, pe care l-a cumpărat pentru 1000 de zloți tătărești de la Toader și fratele său:
„<1574 (7082) după martie 12>

Din mila lui Dumnezeu, Ion voievod, fiul lui Ștefan voievod, domn al Țării Moldovei. Iată au venit înaintea noastră și înaintea tuturor boierilor noștri moldoveni slugile noastre, Toader și fratele, Toderașco ceașnic, și Gheorghie monah, și Ieremia și Simion, și surorile lor, Greaca și Șcheaoca, copiii lui Ion Moghilă logofăt, de bunăvoia lor, nesiliți de nimeni, nici asupriți, și au vândut...1 dreapta lor ocină și așezare a tatălui lor, Moghilă logofăt, satul anume Balosineștii pe Vilia și cu mori și au vândut slugii noastre Gheorghie jitnicer, pentru o mie de zloți tătărești...

Iar pentru mai mare putere și întărire a tuturor celor mai sus scrise, am poruncit credinciosului și cinstitului nostru boier, pan Ion Golăi mare logofăt, să scrie și să atârne pecetea noastră, la această carte a noastră.

A scris Cârstea Mihăilescul...”
Balasineștii va rămâne și în continuare în posesia acestei familii, iar în aprilie 1587 domnia îl va întări din nou lui Gheorghe, care este la această dată pârcălab de Orhei.
În 1930 se afla în plasa Briceni, județul Hotin din nord-estul României Mari, în partea de nord a Basarabiei.

## Geografie
Satul are o suprafață de aproximativ 3.29 kilometri pătrați, cu un perimetru de 8.12 km. Comuna Balasinești are o suprafață totală de 27.37 kilometri pătrați, fiind cuprinsă într-un perimetru de 23.88 km. Balasinești este unicul sat din comuna cu același nume. Satul este situat pe valea râului Vilia, la 15 km de stația calea ferată Lipcani, la 18 km sud-vest de orașul Briceni, la 38 km de orașul Edineț și la 235 km de Chișinău. 
Suprafața totală a satului alcătuiește 2756 ha, dintre care:
- intravilan - 253,44 ha,
- gospodării țărănești – 327,1 ha,
- livezi – 66 ha,
- drumuri – 18,9 ha,
- păduri și fâșii forestiere - 671 ha,
- pășuni – 135,6 ha,
- bazine acvatice – 19,34 ha.

## Populație
Conform datelor recensământului din anul 2004, populația satului constituie 2472 de oameni, dintre care 48.42% - bărbați și 51.58% - femei. Structura etnică a populației în cadrul satului arată astfel: 97.90% - moldoveni, 1.74% - ucraineni, 0.36% - ruși. În satul Balasinești au fost înregistrate 815 de gospodării casnice la recensământul din anul 2004, iar mărimea medie a unei gospodării era de 3.0 persoane.

## Administrație și politică
Componența Consiliului local Balasinești (11 consilieri), ales la 5 noiembrie 2023, este următoarea:
|  | Partid                                        | Consilieri | Componență | Componență | Componență | Componență |
|  | --------------------------------------------- | ---------- | ---------- | ---------- | ---------- | ---------- |
|  | Partidul Socialiștilor din Republica Moldova  | 4          |            |            |            |            |
|  | Partidul Acțiune și Solidaritate              | 3          |            |            |            |            |
|  | Partidul Dezvoltării și Consolidării Moldovei | 2          |            |            |            |            |
|  | Partidul Comuniștilor din Republica Moldova   | 1          |            |            |            |            |
|  | Partidul Acasă Construim Europa               | 1          |            |            |            |            |

## Economie
Pe teritoriul localității activează 378 agenți economici, dintre care în domeniul agriculturii – 3 agenți economici și gospodării țărănești  și 17 agenți economici care activează în domeniul comerțului:
- piață agroalimentară și industrială
- SRL – 4
- ÎI – 5
- Cooperativă Agricolă – 1
- Gospodării Țărănești individuale – 358
- Farmacie – 1
- Moară – 1
- Oloiniță – 1

## Sfera socială
În localitate activează următoarele instituții:
- Școala medie cu o capacitate de 400 elevi și un corp didactic alcătuit din 30 profesori, dotată cu bibliotecă, sală de sport și cantină
- Grădinița  de copii
- Oficiul Medicilor de Familie
- Oficiul Poștal
- Muzeul satului
- Casa de Cultură
- Biblioteca publică

## Galerie de imagini

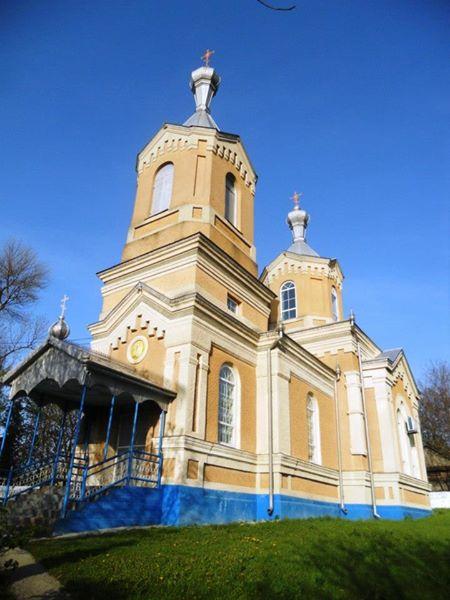
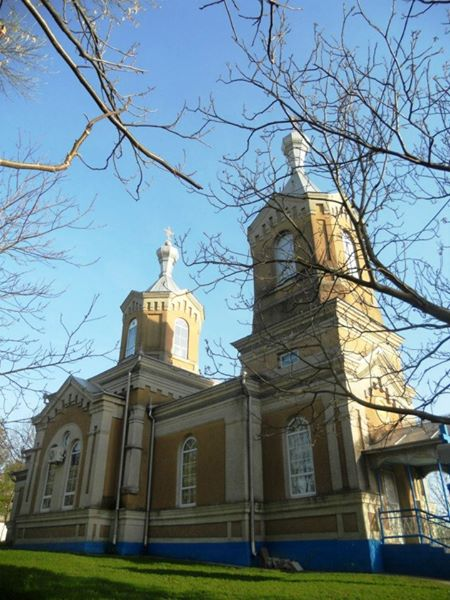
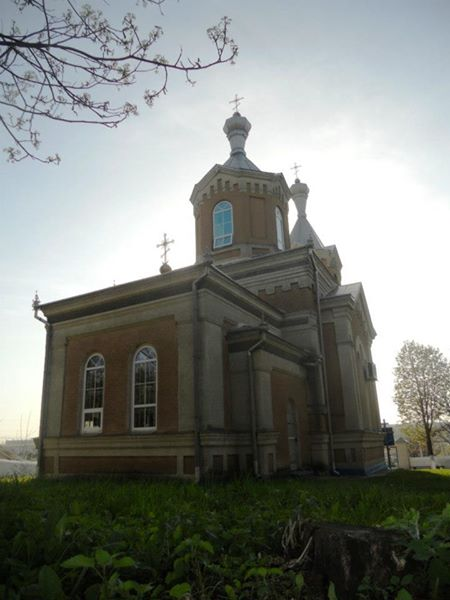
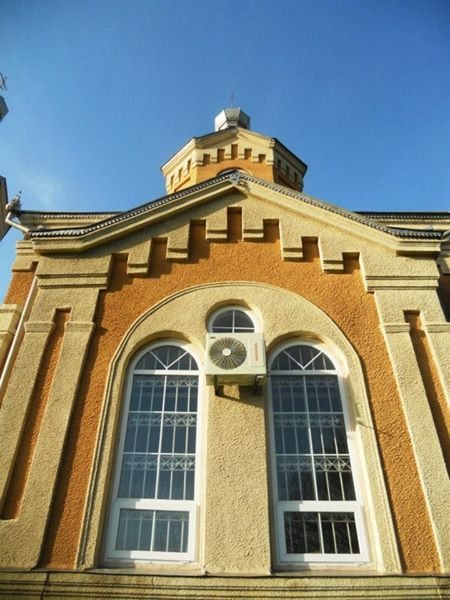
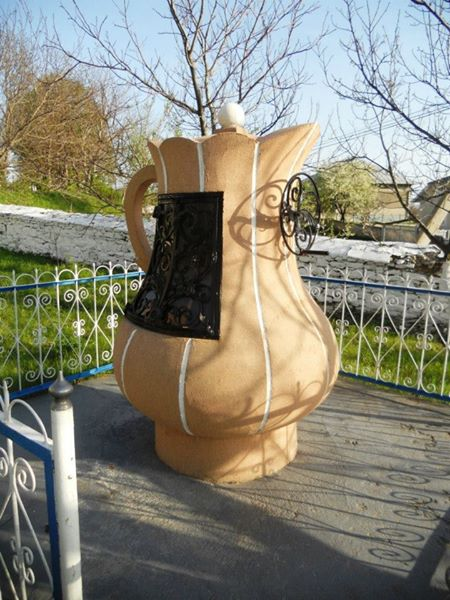
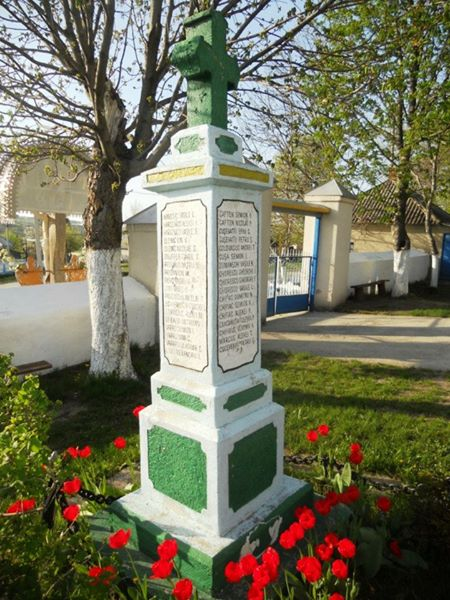

Biserica „Trei Ierarhi” din localitate, monument ocrotit de stat.

## Personalități

### Născuți în Balasinești
- Nicolae Cernăuțeanu (1891–?), membru al Sfatului Țării (1917-1918)
- Ghenadie Dumanschi (n. 1974), pedagog